# Halodiplosis marikovskii
Halodiplosis marikovskii är en tvåvingeart som beskrevs av Fedotova 1990. Halodiplosis marikovskii ingår i släktet Halodiplosis och familjen gallmyggor. Inga underarter finns listade i Catalogue of Life.